# Symphonieorchester des Bayerischen Rundfunks
Das Symphonieorchester des Bayerischen Rundfunks (BRSO) ist in München beheimatet. Es ist der größte der drei Klangkörper des Bayerischen Rundfunks. Hauptspielstätten des Orchesters sind der Herkulessaal der Münchner Residenz und, solange die Philharmonie am Gasteig renoviert wird, das Ausweichquartier Isarphilharmonie.

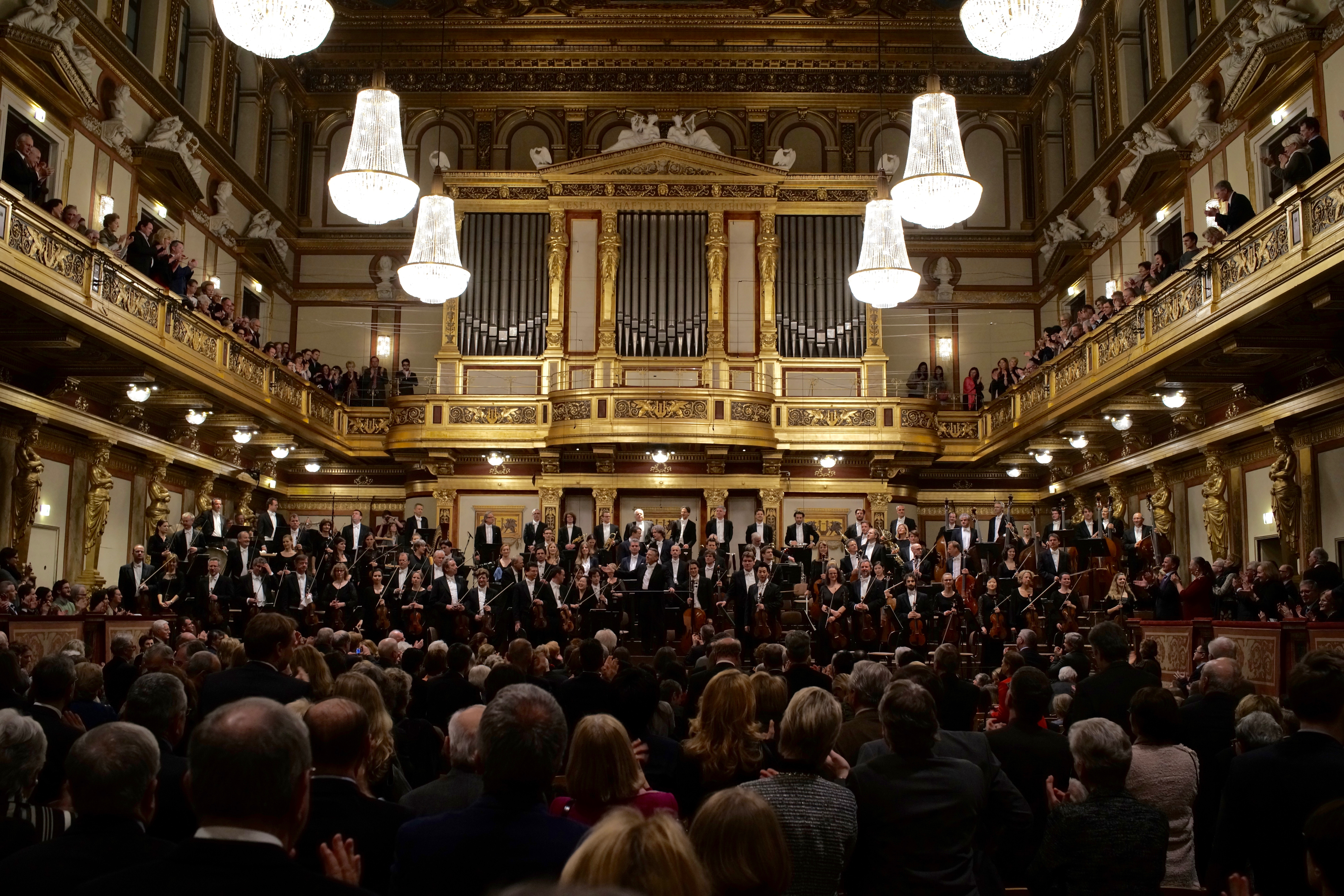
Das Symphonieorchester des Bayerischen Rundfunks unter Mariss Jansons 2016 im Großen Musikvereinssaal in Wien

## Orchesterprofil
Programmschwerpunkte des Symphonieorchesters des Bayerischen Rundfunks sind die sinfonische Musik der Wiener Klassik, die Romantik und die Neue Musik. Das Orchester bietet sein Programm in Konzerten dar, aber auch für Rundfunk- und CD-Produktionen von Opern wird es regelmäßig herangezogen, oftmals gemeinsam mit dem Chor des Bayerischen Rundfunks.
Das BRSO zählt zu den besten Orchestern Deutschlands und genießt auch international höchstes Ansehen. Ein Gremium von Chefredakteuren führender europäischer Musikzeitschriften wählte es im Jahr 2006 auf Platz 6 aller europäischen Orchester. Das britische Fachmagazin Gramophone wählte es im Jahr 2008 durch eine Befragung von Musikkritikern auf Platz 6 aller Orchester der Welt. Gemäß dem vom Online-Portal Bachtrack veröffentlichten „Critics’ Choice 2023“ belegte das BRSO im Jahr 2023 Platz drei unter den weltweit besten Orchestern.
Dass es das Symphonieorchester des Bayerischen Rundfunks als einziges Rundfunkorchester geschafft hat, zu den besten 20 Orchestern der Welt zu zählen, ist nicht zuletzt auch auf seine Chefdirigenten zurückzuführen.

## Geschichte

### Ursprung 1924
Das offiziell im Jahre 1949 gegründete Symphonieorchester des Bayerischen Rundfunks entstand keineswegs aus dem Nichts. Vorgänger waren mehrere Orchester und Musikgruppen des Münchner Radiosenders, deren Ursprung auf das Jahr 1922 zurückgeht. In der Pionierzeit des Rundfunks gab es nur begrenzte Aufzeichnungs- und Wiedergabemöglichkeiten. Konzerte wurden deshalb zumeist live übertragen. Der Rundfunk in Bayern, 1924 unter dem Namen „Deutsche Stunde in Bayern“ gegründet, brauchte deshalb mehrere Klangkörper, um dem Bedarf gerecht zu werden. Am ehesten mit dem heutigen BR-Symphonieorchester vergleichbar ist das „Große Rundfunkorchester der Deutschen Stunde in Bayern“, dessen erstes Symphoniekonzert im August 1924 ausgestrahlt wurde. Daneben etablierte der Sender in jenen Jahren weitere Ensembles wie den Rundfunkchor, eine Tanzkapelle, ein Rundfunktrio und Funkschrammeln. 1930 kam das „Kleine Funkorchester“ hinzu, eine Art Vorläufer des heutigen Münchner Rundfunkorchesters.

### Orchester des Reichssenders 1933
Aus dem 1931 in „Bayerischer Rundfunk GmbH“ umgewandelten Sender wurde 1933 der „Reichssender München“. Wie alle anderen Kultureinrichtungen stellten die Nationalsozialisten auch das „Orchester des Reichssenders München“ in ihren Dienst. Da zu den Hauptsendezeiten verstärkt SA- und SS-Kapellen mit militärischer Musik dominierten, verblieben für die symphonische Musik des Rundfunkorchesters nur die späten Abendstunden. Bevorzugt wurden hierbei Werke von Komponisten wie Werner Egk, Carl Orff, Hans Pfitzner und Josef Suder gespielt und übertragen. Auch Richard Strauss dirigierte in dieser Zeit. Im Jubiläumsband 50 Jahre Symphonieorchester des Bayerischen Rundfunks schreibt Renate Ulm:

„Zu den bedeutendsten Komponisten, die eigene Werke mit dem damals 78 Musiker umfassenden Orchester des Reichssenders München auf Band einspielten, gehörte Richard Strauss: Am 31. Oktober 1940 wurden – vermutlich bei einem damals üblichen Studiokonzert – Ausschnitte aus dem Rosenkavalier, dem Bürger als Edelmann, Arabella, „Aus Italien“ mitgeschnitten.“

### Neuanfang 1945
Nach der Kapitulation fanden sich bereits 1945 politisch unbelastete Musiker zusammen, die früher im Orchester des Reichssenders München gespielt hatten. Zunächst stand die Unterhaltungsmusik im Vordergrund, dargeboten unter der Leitung des Dirigenten Werner Schmidt-Boelcke, dessen Schwerpunkte Operette und leichte Unterhaltungsmusik waren.
Im Januar 1946 engagierte der Sender Kurt Graunke als Orchesterleiter in freier Position. 1948, ein Jahr vor der Gründung des Symphonieorchesters machte der inzwischen als Anstalt des öffentlichen Rechts neu etablierte Bayerische Rundfunk Eugen Jochum das Angebot, ein Orchester nach seinen eigenen Vorstellungen aufzubauen.

### Ära Eugen Jochum
Offizielles Gründungsdatum des Symphonieorchesters des Bayerischen Rundfunks ist der 1. Juli 1949. An diesem Tag trat Eugen Jochum seine Position als Chefdirigent des Orchesters an. Dirigiert hat Jochum allerdings in den drei Jahren zuvor gelegentlich den seit 1946 im Aufbau befindlichen Klangkörper von „Radio München“. In dieser Zeit leitete er Aufführungen des Orchesters zusammen mit dem ebenfalls entstehenden Chor, unter anderem Werke von Bach, Monteverdi, sowie Messen und das Te Deum von Bruckner.
Welch ungewöhnlich starke Position Eugen Jochum hatte, belegt eine Passage im Gründungsvertrag des Symphonieorchesters des Bayerischen Rundfunks von 1949. Da heißt es:

„Er ist befugt, die Maßnahmen zu ergreifen, die er für den Ausbau und die Erziehung des Orchesters für erforderlich erachtet. Die Verpflichtung von ständigen Dirigenten, Gastdirigenten, und Musikern für dieses Orchester erfolgt ausschließlich durch Herrn Professor Jochum im Einvernehmen mit dem Intendanten.“

Jochum nutzte diesen Spielraum und baute ein Orchester ganz nach eigenen Vorstellungen auf. Er holte sich im Vorfeld der Gründung Spitzenmusiker aus der ganzen Welt, Mitglieder des Koeckert- und Freund-Quartetts besetzten die ersten Pulte des neu formierten Orchesters. Zusammen mit dem ursprünglich mehr auf Unterhaltungsmusik ausgerichteten Orchestermusikern war bis Anfang 1949 ein übergroßer in seiner Qualität sehr heterogener Klangkörper herangewachsen. Jochum teilte im Mai 1949 das Orchester auf, in das A-Orchester, das die sogenannte „Ernste Musik“ spielte, und das B-Orchester, das für die Unterhaltungsmusik zuständig war.
Von Anfang an legte Jochum großen Wert darauf, dass das Orchester nicht nur im Rundfunk zu hören war, sondern sich auch in öffentlichen Konzerten präsentierte. Durch seine Auslandstourneen begründete er das weltweit hohe Ansehen des Orchesters. Musikalisch brillierte Eugen Jochum mit seinen Interpretationen der Symphonien Anton Bruckners und den Werken der „Wiener Klassik“. Ein großes Anliegen war ihm die Pflege der geistlichen Musik, aber auch der Neuen Musik.
In der Ära Eugen Jochums fanden im Rahmen der bereits 1945 von Karl Amadeus Hartmann gegründeten
musica viva legendäre Aufführungen zeitgenössischer Werke statt. Meist standen die Komponisten selbst am Pult, unter anderem Igor Strawinsky, Darius Milhaud, Paul Hindemith und Pierre Boulez.
Es waren also drei wesentliche Elemente, die bestimmend waren für die Entstehung und den erfolgreichen Werdegang des Symphonieorchesters des Bayerischen Rundfunks: Zum einen ein Kern von Berufsmusikern, die in den Vorgängerensembles des Radiosenders gespielt hatten. Zum anderen mit Eugen Jochum ein Dirigent und Musikmanager mit hoher internationaler Reputation, der es verstand, Spitzenmusiker in das Orchester zu holen und sie zu begeistern. Und drittens führende Leute eines Radiosenders, die die Klangkörper des neu etablierten Bayerischen Rundfunks von Anfang an großzügig mit allem Notwendigen ausstatteten.

### Ära Rafael Kubelík
Nach Eugen Jochum kam Rafael Kubelík, der von allen Dirigenten am längsten an der Spitze des Symphonieorchesters des Bayerischen Rundfunks stand. Kubelík, geboren 1914 in Býchory bei Kolín, leitete das Orchester 18 Jahre lang und blieb ihm bis 1985 als Gastdirigent verbunden. Er brachte große internationale Erfahrung nach München mit. 1946 hatte er das Festival „Prager Frühling“ gegründet. Dieses eröffnete er mit Smetanas Mein Vaterland. Seither wird der „Prager Frühling“ alljährlich mit diesem Werk eröffnet. Bevor er nach München kam, holte sich Kubelík seine Dirigentenmeriten unter anderem beim Concertgebouw-Orchester in Amsterdam; das Chicago Symphony Orchestra wählte ihn zum Music Director. Bis 1958 fungierte er als musikalischer Leiter des Royal Opera House Covent Garden in London.
Geprägt war die Ära Kubelík von Aufführungen, die in den Medien überschwänglich gefeiert wurden. „Reines Glück mit Kubelík“ titelte Joachim Kaiser am 14. November 1966 in der Süddeutschen Zeitung nach einem Konzert mit Beethovens IV. Symphonie, dem Violinkonzert von Robert Schumann und Antonín Dvořáks VIII. Symphonie. In seiner Kritik schrieb Kaiser: „Wenn dieser Rafael Kubelík einen guten Abend hat, wenn er Werke dirigiert, die ihm liegen, – dann gibt es heute in der ganzen Konzertwelt nichts, was dem gleichkommt.“ Unter seiner Leitung wurde das Symphonieorchester des Bayerischen Rundfunks laut FAZ zu einem „geschmeidig agierenden, klangvollen und technisch souveränen Ensemble“.
Einen hohen Stellenwert räumte Kubelík den Werken slawischer Komponisten wie Smetana, Janáček und Dvořák ein. Er dirigierte Werke von Komponisten des 20. Jahrhunderts wie Karl Amadeus Hartmann. Unter Kubelík spielte das Symphonieorchester des Bayerischen Rundfunks als erstes deutsches Orchester einen Zyklus der Symphonien des in der Nazizeit verfemten Gustav Mahler ein. Darüber hinaus reichte Kubelíks breites Repertoire von Bach und Mozart über Beethoven, Schubert, Wagner und Brahms bis hin zu Reger, Pfitzner, Bartók, Debussy und Schönberg.
In seiner Funktion als Chef der wohl personalstärksten Abteilung im Bayerischen Rundfunk scheute sich Kubelík nicht, sich in die Rundfunkpolitik einzumischen. Als 1972 im Bayerischen Landtag ein neues Bayerisches Rundfunkgesetz verabschiedet werden sollte, das größere staatliche Einflussnahme auf den öffentlich-rechtlichen Rundfunk vorsah, protestierte Kubelík dagegen. Er drohte an, seinen Vertrag nicht zu verlängern, wenn das Gesetz Wirklichkeit werden sollte. Das Gesetz wurde neu formuliert und Kubelík blieb Chefdirigent.

### Kirill Kondraschin
Als sich Rafael Kubelík 1979 aus gesundheitlichen Gründen von der Leitung des Symphonieorchesters zurückzog, favorisierte das Orchester den damals 65-jährigen Kirill Kondraschin als Nachfolger. Dieser brillierte zusammen mit dem Orchester mit Schostakowitschs 13. Symphonie, die er 18 Jahre zuvor in Moskau uraufgeführt hatte. Besonders am Herzen lag Kondraschin die Fortführung der von Jochum und Kubelik entwickelten Mahler-Tradition des Orchesters. Mit Kondraschin wollte der Bayerische Rundfunk sein Symphonieorchester verstärkt im Bayerischen Fernsehen positionieren. Doch die Pläne zerschlugen sich, als Kyrill Kondraschin am 7. März 1981 noch vor seinem Amtsantritt an einem Herzinfarkt starb.

### Ära Colin Davis
Es dauerte vier Jahre, bis der Bayerische Rundfunk die Lücke schloss, die nach dem offiziellen Ausscheiden von Kubelik und dem plötzlichen Tod von Kondraschin entstanden war. Der Wunschkandidat des Orchesters, Colin Davis, trat im Herbst 1983 seinen Dienst als Chefdirigent des Symphonieorchesters des Bayerischen Rundfunks an. Zuvor schon, im Januar 1983 überzeugte er die Münchner mit einer Aufführung des Opernoratorium Oedipus Rex von Igor Strawinsky. Die Süddeutsche Zeitung schrieb am 29. Januar 1983: „Es war eines jener Konzertereignisse, die gleichermaßen Gemüt und Verstand in Bewegung setzen.“
Beethovens Missa solemnis setzte Colin Davis an den offiziellen Beginn seiner Tätigkeit als Chefdirigent des Orchesters. Joachim Kaiser drückte in der Süddeutschen Zeitung seine Begeisterung ob diesen Einstands aus: „Ich erinnere mich nicht – trotz Karajan, Bernstein, Heger, Klemperer, Richter und vielen anderen –, die Missa solemnis je eindringlicher gehört zu haben.“
Es war vor allem die „Wiener Klassik“ sowie die Musik englischer Komponisten, insbesondere von Edward Elgar, Michael Tippett und Ralph Vaughan Williams, die Colin Davis in den ersten Jahren seiner Tätigkeit in München dem Publikum näher zu bringen versuchte. Er engagierte sich für die Werke von Berlioz und Sibelius, die in Deutschland noch nicht sehr bekannt waren. Mit ausgedehnten Tourneen durch die USA und Japan festigte das BR-Symphonieorchester unter Davis sein internationales Renommee. Nach neun Jahren an der Spitze des Orchesters setzte er im Mai 1992 wiederum mit einer umjubelten Aufführung der „Missa solemnis“ von Beethoven einen Schlussakzent seiner Tätigkeit als Chefdirigent des BRSO.

### Ära Lorin Maazel
Lorin Maazel, der bereits ab 1990 regelmäßig am Pult des BR-Symphonieorchesters stand, übernahm 1993 im Alter von 63 Jahren das Chefdirigentenamt. Allerdings hatte er schon sehr lange engen Kontakt zu dem Orchester. Erstmals leitete er das Symphonieorchester des Bayerischen Rundfunks 1957, mit knapp 27 Jahren. 1938 hatte Maazel erstmals öffentlich ein Orchester dirigiert und war als geigendes Wunderkind aufgetreten. 1940 stand er am Pult der New Yorker Philharmoniker. Vor seinem Engagement beim Bayerischen Rundfunk war Maazel unter anderem Chef der Wiener Staatsoper, Musikdirektor des Pittsburgh Symphony Orchestra, und er dirigierte häufig Weltklasseorchester wie das Royal Philharmonic Orchestra London und das London Symphony Orchestra.
Als Chefdirigent des BRSO legte Lorin Maazel großen Wert auf höchste technische Präzision und hob, wie der BR auf seiner Homepage formuliert, „damit das Orchester nochmals auf eine neue Stufe musikalischer Perfektion und Brillanz“. Mit großen Komponistenzyklen setzte Maazel programmatische Akzente im Musikleben Münchens. Besonderen Anklang fanden seine Aufführungen der symphonischen Werke von Beethoven (1995 und 2000), Brahms (1998), Strauss (1998) Bruckner (1999) und Schubert (2001). Sein Engagement als Chefdirigent des Symphonieorchesters des Bayerischen Rundfunks beendete Maazel 2002 mit einem Mahler-Zyklus.

### Ära Mariss Jansons
Von 2003 bis 2019 war Mariss Jansons Chefdirigent des Symphonieorchesters und des Chors des Bayerischen Rundfunks. Der 1943 im lettischen Riga geborene und in der Sowjetunion aufgewachsene Sohn des Dirigenten Arvīds Jansons hatte Violine, Viola und Klavier studiert. Seine Dirigentenausbildung am Leningrader Konservatorium, wo er als Assistent des legendären Jewgenij Mawrinskij tätig war, absolvierte er mit Auszeichnung. Anschließend vervollständigte er seine Ausbildung in Wien bei Hans Swarowsky und in Salzburg bei Herbert von Karajan. Weitere Stationen waren Oslo und Pittsburgh. Von 2004 bis 2016 war Jansons außerdem als Chefdirigent beim Koninklijk Concertgebouworkest in Amsterdam tätig. Zu den unterschiedlichen Klangprofilen der beiden Orchester sagte Jansons:

„Als Ausgangspunkt kann man vielleicht sagen, dass die Bayern einen deutschen Klang haben – voller und dunkler. Die Amsterdamer sind vielleicht raffinierter und durchsichtiger, sie haben feinere Farben. Wenn ich in München aber an Feinheiten arbeite, folgt das Orchester. Und wenn ich in Amsterdam an Emotionalität, Spontaneität und Temperament arbeite, bekomme ich das auch.“

Als Chefdirigent konnte Mariss Jansons mit dem Symphonieorchester des Bayerischen Rundfunks auf zahlreichen Konzerten im In- und Ausland große Erfolge verzeichnen. So erhielten Dirigent und Orchester während ihrer ersten gemeinsamen Tournee durch Japan und China von der japanischen Presse die Auszeichnung „Best concerts of the Season“. Die Fachpresse bemerkte, dass es Jansons in kurzer Zeit geschafft habe, den Klang der BR-Symphoniker weiter zu öffnen: „Die Münchner können nicht nur dunkel, erdig und voll klingen, sondern ebenso schlank, luzid und klar“. Jansons selbst sagte über sein Orchester:

„Das Symphonieorchester des Bayerischen Rundfunks ist nicht nur brillant – es hat keinerlei Schwächen. Die Musiker sind ungeheuer enthusiastisch und spontan, sie spielen jedes Konzert so, als wäre es ihr letztes. Sie geben alles, mehr als 100 Prozent. Für mich als Dirigent ist es so, als würde ich einen Rolls-Royce fahren. Dieses Orchester kann einfach alles.“

Als weitere Meilensteine der Zusammenarbeit Jansons mit den Klangkörpern des Bayerischen Rundfunks gelten die Aufführungen der Requien von Verdi, Mozart und Dvořák; von Strawinskis Psalmensinfonie, Poulencs Stabat Mater und Leonard Bernsteins Chichester Psalms. Im Karajan-Gedenkjahr 2008 führte der Karajan-Schüler Jansons Johannes Brahms’ Deutsches Requiem auf, eines der Lieblingswerke Karajans, das von der Presse als überragendes Klangereignis gefeiert wurde.
2018 verlängerte Jansons zum fünften Mal seinen Vertrag mit dem Bayerischen Rundfunk als Chefdirigent des Orchesters bis 2024. Im letzten Jahr seines Wirkens erweiterte Jansons verstärkt das Repertoire in Richtung weniger beachteter Werke französischer Impressionisten sowie zeitgenössischer Musik. Am 8. November 2019 leitete er sein letztes Konzert vom Pult vor dem Orchester in der New Yorker Carnegie Hall.
Seit seinem Amtsantritt als Chefdirigent des BR-Symphonieorchesters im Jahr 2003 setzte sich Jansons für den Bau eines neuen Konzerthauses mit einem eigenen Saal für sein Orchester ein. Er verhandelte mit drei Ministerpräsidenten und mehreren Kultusministern, wurde oft vertröstet und enttäuscht, ließ aber nicht locker. 2016 entschied die Bayerische Staatsregierung, ein Konzerthaus im Osten Münchens, im sogenannten Werksviertel, zu bauen.

### Simon Rattle
Als Nachfolger des am 1. Dezember 2019 verstorbenen Mariss Jansons konnte der Bayerische Rundfunk ab der Konzertsaison 2023/24 Simon Rattle als Chefdirigenten des Chors und Symphonieorchesters des BR gewinnen. Am 3. Januar 2021 unterschrieb Rattle einen Fünfjahresvertrag beim BR. Er war von 2002 bis 2018 Chefdirigent der Berliner Philharmoniker und ist seit 2017 Chef beim London Symphony Orchestra. Rattle war seit langem der Wunschkandidat des Orchesters, das er 2011 erstmals dirigierte. Auf dem Programm stand Schumanns indisches Oratorium Das Paradies und die Peri. Im Sommer 2020 war er zweimal für Proben und Konzerte mit dem BRSO in München. Anlässlich der Vertragsunterzeichnung sagte er über das Orchester:

„Die Menschlichkeit macht dieses Orchester so besonders. Die Wärme und Zärtlichkeit – es fasziniert mich total, zu einem so anderen großen Orchester zu kommen als die Berliner Philharmoniker sind und zu begreifen, wie viele verschiedene Deutschlands es gibt.“

## Chefdirigenten
- 1949–1960: Eugen Jochum
- 1961–1979: Rafael Kubelík
- (designiert): Kirill Kondraschin
- 1983–1992: Colin Davis
- 1993–2003: Lorin Maazel
- 2003–2019: Mariss Jansons
- seit 2023: Simon Rattle

## Gastdirigenten
Von Anbeginn bis heute widmete sich das BR-Symphonieorchester der Aufführung zeitgenössischer Werke. Häufig standen die Komponisten selbst am Pult des Orchesters, so etwa Igor Strawinsky, Darius Milhaud, Paul Hindemith, Pierre Boulez sowie in jüngerer Zeit Leonard Bernstein, Hans Werner Henze, Karlheinz Stockhausen, Mauricio Kagel, Luciano Berio und Peter Eötvös. Nachhaltig geprägt wurde das Symphonieorchester in der Vergangenheit durch viele renommierte Gastdirigenten wie Clemens Krauss, Erich Kleiber, Carlos Kleiber, Ferenc Fricsay, Otto Klemperer, Karl Böhm, Günter Wand, Georg Solti, Carlo Maria Giulini, Kurt Sanderling und Wolfgang Sawallisch. Einer der Gastdirigenten, der immer wieder gern nach München kam und viele Jahre mit dem Symphonieorchester des Bayerischen Rundfunks zusammenarbeitete, war Leonard Bernstein. Seine Einspielung von Wagners Tristan und Isolde im Januar 1981 gilt bis heute als herausragende Interpretation. Bernstein dirigierte als letztes Konzert vor seinem Tod mit dem Chor und Symphonieorchester des BR in der Stiftsbasilika Waldsassen Mozarts c-Moll-Messe.
Großen Wert legt das Orchester seit einigen Jahren auf die Interpretation Alter Musik und arbeitete hierbei mit Dirigenten wie Thomas Hengelbrock, Nikolaus Harnoncourt, Ton Koopman und Franz Welser-Möst zusammen.

## Uraufführungen (Auswahl)
- Boris Blacher: Konzert für Violine und Orchester Nr. 1 (1948)
- Hans-Jürgen von Bose: 1. Sinfonie (1978)
- Gottfried von Einem: Tanz-Rondo (1959)
- Anders Eliasson: 4. Sinfonie (Christoph Poppen) (2007)
- Cristóbal Halffter: Klavierkonzert (1988)
- Karl Amadeus Hartmann: 3. und 6. Sinfonie (1950/1953); Symphonische Hymnen (1975)
- Arnulf Herrmann: Drei Gesänge am offenen Fenster (2014)
- Yun I-sang: Klarinettenkonzert (1982)
- Gija Kantscheli: Dixi für gemischten Chor und Orchester (2009)
- Wilhelm Killmayer: Vier symphonische Dichtungen (1981)
- Rodion Konstantinowitsch Schtschedrin: Beethovens Heiligenstädter Testament (2008)
- Ernst Krenek: Der Zauberspiegel (1967)
- Helmut Lachenmann: My Melodies (2018/2023)
- Carl Orff: De temporum fine comoedia (neue Version, 1980); Des Turmes Auferstehung und Tanzende Faune (1995)
- Arvo Pärt: Passio Domini nostri Jesu Christi secundum Joannem / Johannespassion (1982)
- Enno Poppe: Welt (2011/2012); Ich kann mich an nichts erinnern (2015)
- Einojuhani Rautavaara: 2. Klavierkonzert (1989)
- Wolfgang Rihm: Tutguri (1984); sphere (1994), Requiem-Strophen (2017)
- Rebecca Saunders: Alba, für Solotrompete und Symphonieorchester (2014)
- Karlheinz Stockhausen: Michaelion / Präsidium – Luzikamel – Operator (1998)
- Carlos Veerhoff: 3. Klavierkonzert (Gerhard Oppitz) (2009)
- Jörg Widmann: Con brio Konzertouvertüre für Orchester (2008)
- Iannis Xenakis: Pithoprakta (1957); Pièce 000 (1980); Ais (1981)

## Spielstätte
Das Symphonieorchester des Bayerischen Rundfunks besitzt seit seiner Gründung keine eigene Spielstätte. Da mit dem Odeon im Bombenkrieg das angestammte Konzerthaus Münchens zerstört worden war, wurde nach dem Krieg beschlossen, einen Konzertsaal im Festsaalbau der Münchner Residenz zu errichten. Dieser Herkulessaal wurde 1951–1953 durch Felix Finkbeiner in monumentalem klassizistischem Stil errichtet und zur Hauptspielstätte des Orchesters, wo es zwei Abonnementreihen veranstaltet. Ab 1953 konzertierten dort aber auch die Münchner Philharmoniker, deren „Kaim-Saal“ in München ebenfalls im Krieg zerstört worden war.
Neben dem Herkulessaal nutzte das Symphonieorchester des Bayerischen Rundfunks den Kongresssaal am Deutschen Museum, ab 1985 dann die Philharmonie am Gasteig, wobei dort die Münchner Philharmoniker Hausrecht genießen. Solange die Philharmonie am Gasteig renoviert wird, wird vom Orchester auch das 2021 eröffnete Ausweichquartier Isarphilharmonie genutzt. Insbesondere der bis 2019 amtierende Chefdirigent Mariss Jansons setzte sich für den Bau eines neuen Konzerthauses mit einem eigenen Saal für sein Orchester ein. 2016 entschied die Bayerische Staatsregierung, ein Konzerthaus im Osten Münchens, im sogenannten Werksviertel, zu bauen. Diese lange geplante eigene Spielstätte für das Symphonieorchester des Bayerischen Rundfunks steht womöglich angesichts der aktuell hohen Staatsausgaben durch die Corona- und die Ukraine-Krise vor dem Aus. Anfangs war von bis zu 400 Millionen Euro Kosten für den Konzertsaal die Rede, mittlerweile stand aber auch schon eine Größenordnung bis zu einer Milliarde Euro im Raum.

## Orchesterakademie
Um den beruflichen Zugang zu Orchestern zu vereinfachen, haben viele Spitzenorchester Akademien gegründet. So auch der Bayerische Rundfunk mit seiner „Akademie des Symphonieorchesters des Bayerischen Rundfunks“. Gegründet im März 2000 absolvierten in den ersten zwei Jahrzehnten ihres Bestehens 180 Stipendiaten aus rund 30 Nationen die zweijährige Ausbildung in der Akademie. Bereits während ihrer Ausbildung spielen die Musiker in Konzerten des Symphonieorchesters mit. Untergebracht ist der Orchesternachwuchs in München in einem Wohnheim der Akademie, wo in Übungsräumen auch der Unterricht stattfindet, den sie zum Teil von Mitgliedern des BRSO erhalten. Bei den meisten Absolventen geht die Ausbildung in der Akademie nahtlos in Engagements in renommierten Orchestern in der ganzen Welt über, unter anderem im London Symphony Orchestra, dem Gewandhausorchester Leipzig und den Berliner Philharmonikern. In den ersten zwanzig Jahren erhielten 14 von ihnen eine Festanstellung im Symphonieorchester des Bayerischen Rundfunks.

## Auszeichnungen
Das Orchester erhielt 2006 den Grammy in der Kategorie Beste Orchesterdarbietung für seine Einspielung der 13. Sinfonie von Dmitri Schostakowitsch. Informationen zu den mit dem Grammy und dem ECHO Klassik ausgezeichneten Einspielungen auf CD und DVD sowie zu den Titeln der Bestenliste der Deutschen Schallplattenkritik finden sich in der Mediathek des Symphonieorchesters des Bayerischen Rundfunks.

## CD-Veröffentlichungen (Auswahl)
- Dmitri Schostakowitsch: 13. Sinfonie – Mariss Jansons (EMI), diese Produktion wurde mit dem Grammy ausgezeichnet.
- Anton Bruckner: Sinfonie Nr. 7 – Mariss Jansons (BR-KLASSIK), diese Produktion wurde 2010 mit dem ECHO Klassik ausgezeichnet.
- Gustav Mahler: Sinfonie Nr. 9 – Bernard Haitink (BR-KLASSIK), diese Produktion wurde 2013 mit dem ECHO Klassik und dem „Toblacher Komponierhäuschen“ ausgezeichnet.
- Benjamin Britten: War Requiem – Emily Magee, Mark Padmore, Christian Gerhaher, Mariss Jansons (BR-KLASSIK), diese Produktion wurde mit dem Diapason d’or ausgezeichnet.
- Ludwig van Beethoven: The Symphonies and Reflections – Mariss Jansons (BR-KLASSIK), diese Produktion wurde mit dem Choc de Classica ausgezeichnet.
- Antonín Dvořák: Sinfonie Nr. 9 – Andris Nelsons (BR-KLASSIK), diese Produktion wurde mit dem Preis der deutschen Schallplattenkritik ausgezeichnet.
- Hector Berlioz: Symphonie fantastique – Mariss Jansons (BR-KLASSIK), diese Produktion wurde mit dem Diapason d’or 5 Star ausgezeichnet.
- Sergei Wassiljewitsch Rachmaninow: Die Glocken und Sinfonische Tänze – Mariss Jansons und der Chor des Bayerischen Rundfunks (BR-KLASSIK), diese Produktion wurde mit dem Diapason d’or und vom britischen Magazin Gramophone als Aufnahme des Monats April 2018 ausgezeichnet.
- Mariss Jansons - The Edition (BR-KLASSIK 900200 - 70 Discs) u. a. mit dem Chor des Bayerischen Rundfunks.
- Kent Nagano dirigiert Olivier Messiaen (BR-KLASSIK), diese Produktion wurde mit dem Choc de Classica und Gramophone Editors Choice ausgezeichnet.
- Riccardo Muti dirigiert Messa da Requiem mit Jessye Norman, Agnes Baltsa, José Carrera, Yevgeny Nesterenko und dem Chor des Bayerischen Rundfunks (BR-KLASSIK), diese Produktion wurde ausgezeichnet mit 5 Star De Volkskrant, Los Excapcionales, einem Gramophone Editors Choice, von MUSICWEB INTERNATIONAL als Recording of the Year 2021 und dem Edison Klassiek Award.
- Gustav Mahler: Sinfonie Nr. 9 – Simon Rattle (BR-KLASSIK), diese Produktion wurde 2022 mit dem Supersonic von Pizzicato und 2023 mit dem Diapason d’or, Gramophone Editor´s Choice 01/2023 und Le Clef Res Musica ausgezeichnet.
- Gustav Mahler: Sinfonie Nr. 6 – Simon Rattle (BR-KLASSIK), diese Produktion wurde im April 2024 Gramophone Magazin zur „Recording of the month“ gewählt und vom Preis der deutschen Schallplattenkritik ausgezeichnet.
- Gustav Mahler: Sinfonie Nr. 7 – Simon Rattle (BR-KLASSIK), diese Produktion wurde im Februar 2025 Gramophone Magazin zur „Recording of the month“ gewählt und mit einem Diapason d’or ARTE ausgezeichnet.